# ターロック (カリフォルニア州)
ターロック（Turlock）は、アメリカ合衆国カリフォルニア州のスタニスラウス郡にある都市。人口は7万2740人（2020年）。カリフォルニア州立大学スタニスラウス校がある学園都市である。

## 歴史
1871年にこの土地に入植したジョン・W・ミッチェルという人物がターロック最初の住民と推定されている。セントラル・バレーの肥沃な土壌の恩恵を受け農場経営は順調だった。その後も入植者が続き穀物、果物、家畜などの多彩な農産物が生産された。入植者の国籍もヨーロッパ系、中東系、アジア系など多彩だった。1908年、人口が増えたため法人化し「ターロック市」が設立された。
第二次世界大戦中の1942年、ターロックには日系アメリカ人を収容する「集結センター」と呼ばれる仮設の収容所があった。日系人の強制収容政策の一環で建設された。アリゾナ州のヒラリバー戦争移住センターが完成するまでの一時的施設であり、3,692人が生活した。
近年は150キロメートル離れたシリコンバレーからの移住者が増えており、人口は増加傾向にある。